# Бойков, Александр Дмитриевич
Александр Дмитриевич Бойков (27 января 1928, село Вязовка, Воронежская губерния — 3 января 2012, Москва) — российский юрист, доктор юридических наук, профессор, заслуженный деятель науки РФ, государственный советник юстиции третьего класса, почетный работник прокуратуры и почетный адвокат России, проректор Российской академии адвокатуры и нотариата, заместитель директора НИИ проблем укрепления законности и правопорядка при Генеральной прокуратуре РФ. Один из разработчиков проектов законов «Об адвокатуре Российской Федерации», «О судоустройстве в Российской Федерации», УПК РФ, Основ уголовного судопроизводства СССР и союзных республик и др.

## Книги
Автор более 450 научных работ, в том числе:
- Пути повышения эффективности деятельности защитника. — М.: Юриздат, 1972.
- Настольная книга судьи. — М., 1972 (в соавторстве).
- Курс советского уголовного процесса. — М., 1989.
- Третья власть в России. Книга вторая. Продолжение реформ. — М., 2002.
- Третья власть в России. Очерки о правосудии, законности и судебной реформе 1990—1996 гг. — М., 1997.
- Дар случайный. Моя жизнь в адвокатуре и науке. — Юрлитинформ, 2005. — ISBN 5-93295-176-1.
- Адвокатура и адвокаты. — Юрлитинформ, 2006. — ISBN 5-93295-206-7.